# Staf Knop
 (janvier 2015).
Si vous disposez d'ouvrages ou d'articles de référence ou si vous connaissez des sites web de qualité traitant du thème abordé ici, merci de compléter l'article en donnant les références utiles à sa vérifiabilité et en les liant à la section « Notes et références ».
Pour les articles homonymes, voir Knop.
Staf Knop, né Gustaaf Knop, est un écrivain et acteur belge né à Berchem-Sainte-Agathe le 20 octobre 1921 et mort le 5 mars 2018 à Knokke-Heist.

## Biographie
Pendant la Seconde Guerre mondiale, en 1943, Staf Knop est envoyé à Berlin pour le travail obligatoire. Il arrive à s'enfuir et le hasard le met en contact avec un groupe des services secrets britanniques, opérant à Berlin : il les rejoint. Après la guerre et après avoir fait des études de journalisme, il devient journaliste pour Het Laatste Nieuws, le plus grand quotidien néerlandophone de Belgique.
Il a écrit trente pièces de théâtre, dont plusieurs sont jouées à Amsterdam, Paris, Sydney, New York, Palerme, Rome, Naples, Milan, sans oublier Bruxelles.
Pensionné en 1986, il écrit douze romans. Il vit à Knokke et continue à écrire avant de décéder en 2018.

## Œuvres
- Dorpsserenade. Satirisch blijspel in vier bedrijven, 1953 (avec Tuur Bouchez (nl))
- De knecht. Comedie in drie bedrijven, 1955
- Mijn geweten en ik. Comedie in drie bedrijven, 1960
- Juke-box. Vier éénakters, 1960
- Nana, 1967
- De neus van Cleopatra, 1974
- Sterrenboulevard, 2003
- Ik herinner me… Over beroemdheden, Knokke, het Casino, La Réserve, 2011
- Wilhelmstrasse 119 Berlijn, 2012
- Perfect alibi op Punta Baleina, 2013
- Hollywood mijn lief, 2013
- Lorette : spionageroman, 2014
- Krassanova : de biecht van een acteur die zich de vrouwen herinnert die hij zo lief had, 2014
- De missie van Rudolf Hess, 2014
- De stem van het geheugen, 2014